# جک لو
جیکاب جوزف "جک" لو (انگلیسی: Jacob Joseph "Jack" Lew; زاده ۱۹۵۵) وکیل و مسئول دولتی آمریکایی است که ۷۶ام خزانه داری ایالات متحده از ۲۰۱۳ تا ۲۰۱۷ بود. او سابقاً رئیس کارکنان کاخ سفید و مدیر اداره مدیریت و بودجه در دولت‌های اوباما و کلینتون بود. او عضو حزب دمکرات است.